# Državno prvenstvo 1938-1939
Il Prvenstvo Jugoslavije u nogometu 1938-1939 (campionato di calcio della Jugoslavia 1938-1939), conosciuto anche come Državno prvenstvo 1938-1939 (campionato nazionale 1938-1939), fu la sedicesima edizione della massima serie del campionato jugoslavo di calcio, disputata tra il 7 agosto 1938 e il 30 aprile 1939 e conclusa con la vittoria del BSK Belgrado, al suo quinto titolo.

## Qualificazioni
```
Le vincitrici delle 14 sottofederazioni nella stagione 1937-38, più il 
Concordia Zagabria
 (ultimo nel 
Državno prvenstvo 1937-1938
 ed inserito nel gruppo Ovest), si sfidano per tre posti nel Državno prvenstvo 1938-1939.
[
1
]
```

## Campionato nazionale

### Classifica
```
L'ultima retrocede nei campionati delle sottofederazioni, la penultima va allo spareggio con la finalista sconfitta delle qualificazioni.
[
3
]
 Ma tutto salta per la riforma del campionato nell'agosto 1939.
```

|                       | Pos. | Squadra            | Pt | G  | V  | N | P  | GF | GS | QR    |
| --------------------- | ---- | ------------------ | -- | -- | -- | - | -- | -- | -- | ----- |
| Jugoslavia (bandiera) | 1.   | BSK Belgrado       | 37 | 22 | 17 | 3 | 2  | 67 | 14 | 4,785 |
|                       | 2.   | Građanski Zagabria | 32 | 22 | 14 | 4 | 4  | 53 | 17 | 3,117 |
|                       | 3.   | Jugoslavija        | 28 | 22 | 12 | 4 | 6  | 37 | 24 | 1,541 |
|                       | 4.   | Hajduk Spalato     | 27 | 22 | 11 | 5 | 6  | 51 | 30 | 1,700 |
|                       | 5.   | HAŠK Zagabria      | 25 | 22 | 10 | 5 | 7  | 41 | 27 | 1,518 |
|                       | 6.   | Jedinstvo Belgrado | 20 | 22 | 8  | 4 | 10 | 35 | 40 | 0,875 |
|                       | 7.   | Slavija            | 19 | 22 | 7  | 5 | 10 | 34 | 43 | 0,790 |
|                       | 8.   | BASK Belgrado      | 19 | 22 | 6  | 7 | 9  | 27 | 37 | 0,729 |
|                       | 9.   | SK Lubiana         | 18 | 22 | 7  | 4 | 11 | 23 | 41 | 0,560 |
|                       | 10.  | Gragjanski Skopje  | 16 | 22 | 7  | 2 | 13 | 32 | 57 | 0,561 |
|                       | 11.  | Šparta Zemun       | 13 | 22 | 5  | 3 | 14 | 21 | 60 | 0,350 |
|                       | 12.  | Slavija Varaždin   | 10 | 22 | 4  | 2 | 16 | 23 | 54 | 0,425 |
| Fonte: exyufudbal     |      |                    |    |    |    |   |    |    |    |       |

Legenda:
      Campione del Regno di Jugoslavia e ammessa alla Coppa dell'Europa Centrale 1939.
  Allo spareggio con la finalista sconfitta delle qualificazioni.
      Retrocessa.
Note:
Due punti a vittoria, uno a pareggio, zero a sconfitta.

### Risultati
|                    | BSK | G.Z | Jug | Haj | HAŠ | Jed | S.S | BAS | Lub | G.S | Zem | S.V |
| ------------------ | --- | --- | --- | --- | --- | --- | --- | --- | --- | --- | --- | --- |
| B.S.K.             |     | 0:1 | 1:2 | 2:0 | 2:2 | 4:0 | 4:1 | 2:0 | 5:0 | 3:1 | 4:0 | 9:0 |
| Građanski Zagabria | 1:2 |     | 1:1 | 3:0 | 1:1 | 5:0 | 6:0 | 2:2 | 6:0 | 2:1 | 4:0 | 3:1 |
| Jugoslavija        | 1:1 | 2:1 |     | 1:0 | 0:2 | 0:1 | 3:0 | 1:0 | 2:0 | 2:0 | 7:0 | 0:0 |
| Hajduk             | 2:2 | 0:1 | 3:0 |     | 3:1 | 3:2 | 2:2 | 3:0 | 4:0 | 4:1 | 6:0 | 5:1 |
| H.A.Š.K.           | 0:1 | 0:1 | 3:0 | 1:2 |     | 1:5 | 2:1 | 1:1 | 2:0 | 8:0 | 2:0 | 0:0 |
| Jedinstvo          | 0:4 | 0:2 | 1:2 | 1:1 | 2:1 |     | 2:2 | 3:3 | 4:1 | 1:2 | 3:0 | 1:0 |
| Slavija Sarajevo   | 1:2 | 2:1 | 2:4 | 1:2 | 1:2 | 3:1 |     | 3:0 | 2:0 | 3:2 | 3:1 | 3:1 |
| B.A.S.K.           | 0:5 | 2:1 | 3:2 | 3:1 | 0:0 | 1:4 | 1:1 |     | 1:1 | 6:2 | 0:1 | 3:1 |
| Lubiana            | 1:2 | 0:0 | 0:0 | 2:1 | 2:0 | 2:0 | 0:0 | 2:0 |     | 1:2 | 3:2 | 3:1 |
| Gragjanski Skopje  | 1:2 | 1:4 | 2:0 | 2:5 | 3:5 | 1:1 | 4:1 | 1:0 | 2:1 |     | 1:1 | 2:1 |
| Zemun              | 0:5 | 0:3 | 0:3 | 3:3 | 1:5 | 1:0 | 1:1 | 0:1 | 2:3 | 4:1 |     | 1:0 |
| Slavija Varaždin   | 0:5 | 2:4 | 3:4 | 1:1 | 1:2 | 1:3 | 2:1 | 0:0 | 3:1 | 2:0 | 2:3 |     |

### Statistiche
La federazione faceva dirigere alcune partite anche da arbitri stranieri, soprattutto italiani: Raffaele Scorzoni (2 gare dirette), Generoso Dattilo (1), Francesco Mattea (1), Mario Ciamberlini (1) e Rinaldo Barlassina (1). 

#### Classifica marcatori
| 22                |  |  | August Lešnik        | Građanski Zagabria |
| 19                |  |  | Frane Matošić        | Hajduk Spalato     |
| 15                |  |  | Aleksandar Petrović  | Jugoslavija        |
| 13                |  |  | Jozo Matošić         | Hajduk Spalato     |
| 13                |  |  | Ratko Kacian         | HAŠK Zagabria      |
| 13                |  |  | Manojlo Živković     | Jedinstvo Belgrado |
| 12                |  |  | Đorđe Vujadinović    | BSK Belgrado       |
| 11                |  |  | Svetislav Glišović   | BSK Belgrado       |
| 11                |  |  | Milan Rajlić         | Slavija            |
| 11                |  |  | Slavko Pavletić      | Slavija Varaždin   |
| 10                |  |  | Svetislav Valjarević | BSK Belgrado       |
| Fonte: exyufudbal |  |  |                      |                    |

#### Squadra campione
- BSK Belgrado
  - (Allenatore:Antal Nemes)
  - Anton Puhar
  - Srđan Mrkušić
  - Đorđe Stoiljković
  - Ernest Dubac
  - Petar Manola
  - Bruno Knežević
  - Prvoslav Dragićević
  - Gustav Lechner
  - Svetislav Glišović
  - Đorđe Vujadinović
  - Svetislav Valjarević
  - Milorad Nikolić
  - Vojin Božović
  - Dobrivoje Zečević
  - Jan Podhradski